# ブラックキャニオン国立公園

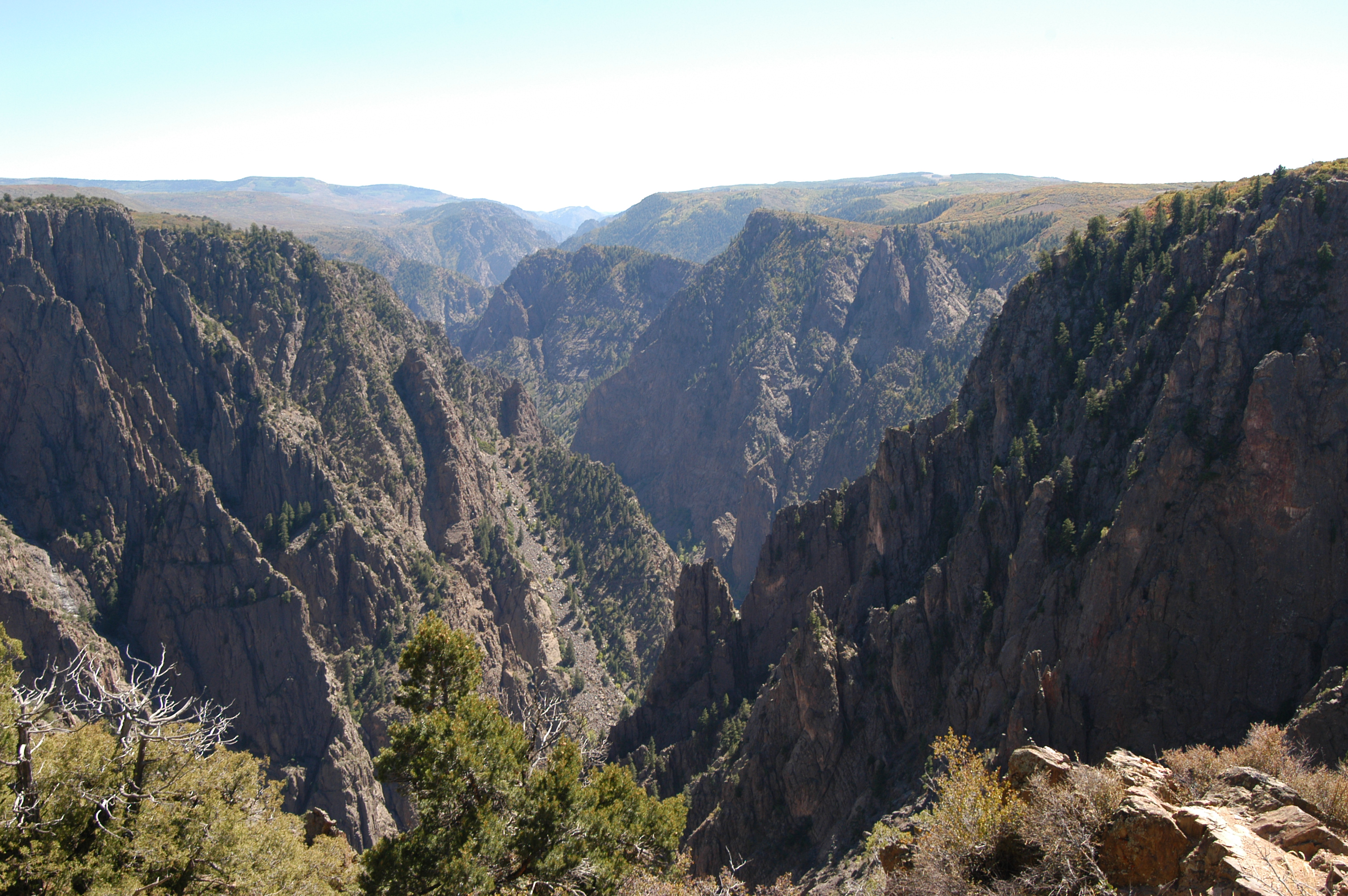
黒の峡谷「ブラックキャニオン」

ブラックキャニオン国立公園 （ブラックキャニオンこくりつこうえん、Black Canyon of the Gunnison National Park）はアメリカ合衆国コロラド州西部にある国立公園である。公園は、47mi2（122km2）の面積を占めている。
ブラックキャニオン（直訳：黒の峡谷）は、Gunnison Riverによって侵食された峡谷である。
公園には2つの入口がある。より多くの観光客が訪れるサウスリム側の入口は、Montroseの東15マイル（24km）に位置する。ノースリム側の入口は、Crawfordの南11マイル（18km）に位置し、冬季は閉鎖される。
園内にはいくつかのハイキングコースがあり、キャンプも可能である。